# إبراهيم حسن عسيري
إبراهيم حسن العسيري المُكنى بأبي صالح، هو قيادي في تنظيم القاعدة في جزيرة العرب وخبير المتفجرات فيه.

## حياته ونشأته
ولد في شهر أبريل من عام 1982 في مدينة الرياض وله 3 شقيقات و4 اشقاء وينتمي لعائلة لها خلفية عسكرية ودرس الكيمياء وبعد عام 2003 أعتقلته السلطات السعودية بعد محاولته التسلل إلى العراق قبل أن تفرج عنه، انظم في 2007 لتنظيم القاعدة في جزيرة العرب اللذي يتخذ من اليمن مقرا له.

## خبرته في صناعة المتفجرات
ويعتقد أن إبراهيم العسيري هو الذي صنع القنبلة التي عُثر عليها في الملابس الداخلية للشاب النيجيري عمر الفاروق عبد المطلب الذي حاول تفجيرها على متن طائرة كانت متوجهة إلى مدينة ديترويت بولاية ميشيغان الأميركية في 25 ديسمبر 2009 .
ويُعتقد كذلك أنه صانع العبوتين الناسفتين اللتين عثر عليهما في طائرتين إحداهما في بريطانيا والأخرى في دبي في أكتوبر 2010.
واتهم مسؤولون أميركيون في مايو 2012 إبراهيم العسيري بأنه وراء صنع قنبلة محسنة تصلح للوضع في الملابس الداخلية قيل إنها أُعطيت لعميل داخل القاعدة للمخابرات السعودية والأميركية لتفجيرها في طائرة متجهة إلى الولايات المتحدة .

## مطلوب دوليا
هو رقم 1 في قائمة ال85 المطلوبين أمنيا من قبل وزارة الداخلية السعودية ، وفي غارات وعمليات عسكرية يمنية أمريكية مشتركة في نهاية 2014 وبداية 2015 شاركت بها قوات أمريكية خاصة على معاقل تنظيم القاعدة في جزيرة العرب في اليمن كانت تبحث عن إبراهيم عسيري وأرسلت جثتين يشتبه في أن تكون للعسيري إلى السعودية لتحليل الDNA لكن الفحوصات أثبتت أن الجثتين لم تكن له .

## شقيقه عبد الله
شقيقه الأصغر عبد الله حسن عسيري الملقب بأبو الخير هو من نفذ عملية انتحارية لاغتيال الأمير محمد بن نايف بن عبد العزيز آل سعود في قصره في جدة في شهر أغسطس من عام 2009 .